# ...Live...
...Live... è un album live del compositore tedesco Klaus Schulze, pubblicato nel 1980.
Questa pubblicazione include materiale registrato durante una tournée avvenuta lungo l'Europa nel 1979.
Venne ristampato con l'aggiunta di una traccia bonus.

## Tracce
Tutti i brani sono stati composti da Klaus Schulze.

### Disco 1
1. Bellistique – 21:24
2. Sense – 51:01

Durata totale: 72:25

### Disco 2
1. Heart – 30:50
2. Dymagic – 29:31
3. Le Mans au Premier" (bonus track) – 17:57

Durata totale: 78:18

## Formazione
- Klaus Schulze – strumentazione elettronica[2]
- Harald Grosskopf – batteria (in Sense)[2]
- Arthur Brown – voce (in Dymagic)[2]